# Vild & galen
Vild & galen utkom den 19 mars 2008 och är ett studioalbum av Linda Bengtzing. Det nådde som högst andra plats på den svenska albumlistan.

## Låtlista
1. Hur svårt kan det va?
2. Utan dig
3. Inga pojkar i världen
4. I dag i morgon & i går
5. Grannarna vaknar
6. Det första guldet
7. Vild & galen
8. Sanningen
9. Om du vill
10. Varför gör du som du gör? (duett med Brolle Jr)
11. Värsta schlagern (duett med Markoolio)

## Listplaceringar
| Lista (2008) | Topplacering |
| ------------ | ------------ |
| Sverige      | 2 .          |